# Бовић
Бовић је насеље у општини Гвозд на Кордуну, Република Хрватска.

## Историја
Село Бовић је насељено око 1700. године. Православно парохијско звање је основано 1735. године, а црквене матрикуле се воде од 1777. године. Почетком 20. века ту је седиште православне парохије која припада Киринско-Глинском протопрезвирату. Као парохијске филијале под Бовићем се налазе околна села: Козарац, Горња Трстеница, Гољина, Бућица, Табориште и Бишћаново. Бовић тада има 550 српских домова и 2951 православних Срба. То је парохија прве платежне класе са парохијским домом.
За вријеме Другог свјетског рата село Бовић је дало 155 партизана, међу којима 25 носилаца „Партизанске споменице 1941", а 47 су погинули као борци НОБ-а. Од стране непријатеља убијено је 69 невиних лица, 45 је умрло од тифуса, а 12 су жртве рата. Укупно 173 жртве. Прва паљења и пљачке села од стране усташа почеле су већ 13. августа 1941. године, када је запаљена сеоска православна црква и опљачкане трговине и занатске радње. У децембру исте године спаљене су све куће и економске зграде, отјерана стока и опљачкана имовина, коју становништво није успјело да однесе приликом избјега на Петрову гору.
Побијени мјештани су били презимена: Аралица, Арлов, Борота, Гледић, Ивковић, Јовановић, Кнежевић, Комадина, Комазец, Мраовић, Нишић, Радановић, Ратковић, Станојевић, Варцалија, Зимоња и Живковић — сви Срби.
Бовић се од распада Југославије до августа 1995. године налазио у Републици Српској Крајини.

## Духовни живот и култура
У Бовићу постоји храм Васкрсења Господњег подигнут 1734. године. Темпло је осликао 1888. године сликар Јаков Шашел. Поново је сазидан 1890. године, а спаљен 1941. и 1991. године.
У месној православној парохији 1827. године службовали су свештеници: поп Сава Јакшић парох и поп Андреј Вукојевић ђакон. Почетком 20. века парох је поп Миле Стрика, рођен 1846. године а налази се већ три деценије у Бовићу. Он је и председник месне црквене општине.
Године 1905. у Бовићу ради комунална основна школа, у којој ради учитељ Максим Пекић, рођен 1850. године у Медвеђаку. Редовну наставу прати 80 ђака (од 300) а пофторну - 16 (32).

## Становништво
На попису становништва 2011. године, Бовић је имао 91 становника.
Према попису становништва из 2001. године Бовић има 150 становника. Многи становници српске националности напустили су село током операције Олуја 1995. године.

## Попис 1991.
На попису становништва 1991. године, насељено место Бовић је имало 313 становника, следећег националног састава:
| Попис 1991.‍ | Попис 1991.‍ | Попис 1991.‍ | Попис 1991.‍ | Попис 1991.‍ |
| ----------- | ----------- | ----------- | ----------- | ----------- |
|             |             |             |             |             |
| Срби        | Срби        |             | 304         | 97,12%      |
| Хрвати      | Хрвати      |             | 3           | 0,95%       |
| Македонци   | Македонци   |             | 1           | 0,31%       |
| Муслимани   | Муслимани   |             | 1           | 0,31%       |
| Црногорци   | Црногорци   |             | 1           | 0,31%       |
| непознато   | непознато   |             | 3           | 0,95%       |
| укупно: 313 |             |             |             |             |

## Аустроугарски попис 1910.
На попису 1910. године насеље Бовић је имало 731 становника, следећег националног састава:
- укупно: 731
- Срби — 715 (97,81%)
- Хрвати — 16 (2,18%)